# Rio Boşorogu
O Rio Boşorogu é um rio da Romênia afluente do Rio Mare, localizado no distrito de Alba.